# Guillaume Apollinaire
Pour les articles homonymes, voir Apollinaire.
Wilhelm Apollinaris de Kostrowitzky, dit Guillaume Apollinaire, est un poète et écrivain français, critique et théoricien d'art. Né le 26 août 1880 à Rome, il meurt à Paris le 9 novembre 1918 de la grippe espagnole, mais est déclaré mort pour la France en raison de son engagement durant la guerre.
Considéré comme l'un des poètes français les plus importants du XXe siècle, il est l'auteur de poèmes tels Zone, La Chanson du mal-aimé, Le Pont Mirabeau, ayant fait l'objet de plusieurs adaptations en chanson au cours du siècle. La part érotique de son œuvre – dont principalement trois romans (dont un perdu), de nombreux poèmes et des introductions à des auteurs licencieux – est également passée à la postérité. Il expérimenta un temps la pratique du calligramme (terme de son invention, quoiqu'il ne soit pas l'inventeur du genre lui-même, désignant des poèmes écrits en forme de dessins et non de forme classique en vers et strophes). Il fut le chantre de nombreuses avant-gardes artistiques de son temps, notamment du cubisme et de l'orphisme, à la gestation desquelles il participa en tant que poète et théoricien de l'Esprit nouveau. Précurseur du surréalisme, il en forgea le nom dans son drame Les Mamelles de Tirésias (1917).

## Biographie

### Jeunesse
Guillaume Apollinaire est né à Rome sous le nom de Guglielmo Alberto Wladimiro Alessandro Apollinare de Kostrowitzky, en polonais Wilhelm Albert Włodzimierz Aleksander Apolinary Kostrowicki, herb. Wąż. Apollinaire est en réalité — jusqu'à sa naturalisation en 1916 — le cinquième prénom de Guillaume Albert Vladimir Alexandre Apollinaire de Kostrowitzky.
Sa mère, Angelika Kostrowicka (clan Wąż, ou Angelica de Wąż-Kostrowicky), est née à Nowogródek dans l'Empire russe (aujourd'hui Navahrudak en Biélorussie), dans une famille de la petite noblesse polonaise. Après la mort de son père, camérier honorifique de cape et d'épée du pape, elle demeure à Rome, où elle devient la maîtresse d'un noble et a une grossesse non désirée. Son fils naît le 25 août 1880 et il est déclaré à la mairie comme étant né le 26 août 1880 d'un père inconnu et d'une mère voulant rester anonyme, de sorte que l'administration l'affubla d'un nom de famille d'emprunt : Dulcigny. Angelika le reconnaît quelques mois plus tard devant notaire comme son fils, sous le nom de Guglielmo Alberto Wladimiro Alessandro Apollinare de Kostrowitzky. Selon l'hypothèse la plus probable, son père serait un officier italien, Francesco Flugi d'Aspermont. En 1882, elle lui donne un demi-frère, Alberto Eugenio Giovanni. En 1887, elle s'installe à Monaco avec ses fils sous le nom d'Olga de Kostrowitzky. Très vite, elle y est arrêtée et fichée par la police comme femme galante, gagnant probablement sa vie comme entraîneuse dans le nouveau casino. Guillaume, placé en pension au collège Saint-Charles, dirigé par les frères Maristes, y fait ses études de 1887 à 1895, et se révèle l'un des meilleurs élèves. Puis, il est inscrit au lycée Stanislas de Cannes et ensuite au lycée Masséna de Nice où il échoue à son premier baccalauréat et ne se représente pas. Durant les trois mois de l'été 1899, sa mère l'a installé, avec son frère, à la pension Constant de la petite ville wallonne de Stavelot, pension qu'ils quittent, le 5 octobre, à « la cloche de bois » : leur mère ne leur ayant envoyé que l'argent du train, ils ne peuvent payer la note de l'hôtel, et doivent fuir en secret, une fois tout le monde endormi. L'épisode wallon féconde durablement son imagination et sa création. Ainsi, de cette époque date le souvenir des danses festives de cette contrée (« C'est la maclotte qui sautille... »), dans Marie, celui des Hautes Fagnes, ainsi que l'emprunt à la langue wallonne.

#### La mère d'Apollinaire
Journal de Paul Léautaud au 20 janvier 1919 : « Je vois entrer une dame [la mère d'Apollinaire, dans le bureau de Léautaud au Mercure de France] assez grande, élégante, d’une allure un peu à part. Grande ressemblance de visage avec Apollinaire, ou plutôt d’Apollinaire avec elle, le nez, un peu les yeux, surtout la bouche et les expressions de la bouche dans le rire et dans le sourire. / Elle me paraît fort originale. Exubérante. Une de ces femmes dont on dit qu’elles sont un peu « hors cadre ». En une demi-heure, elle me raconte sa vie : russe, jamais mariée, nombreux voyages, toute l’Europe ou presque. (Apollinaire m’apparaît soudain ayant hérité en imagination de ce vagabondage.) Apollinaire naît à Rome. Elle ne me dit rien du père. / Elle me parle de l’homme avec lequel elle vit depuis vingt-cinq ans, son ami, un Alsacien, grand joueur, tantôt plein d’argent, tantôt sans un sou. Elle ne manque de rien. Dîners chez Paillard, Prunier, Café de la Paix, etc. / Elle me dit qu’elle a plusieurs fois « installé » Apollinaire, l’avoir comblé d’argent. En parlant de lui, elle dit toujours : Wilhelm. / Sentiments féroces à l’égard de la femme d’Apollinaire. / [...] Elle me dépeint Apollinaire comme un fils peu tendre, intéressé, souvent emporté, toujours à demander de l’argent, et peu disposé à en donner quand il en avait. / Elle ne m’a pas caché son âge : 52 ans. Fort bien conservée pour cet âge, surtout élancée et démarche légère, aisée. »

### À Paris
En 1900, il s'installe à Paris, centre des arts et de la littérature européenne à l'époque. Il y vit dans la précarité. Sa mère lui suggère, pour gagner sa vie, de passer un diplôme de sténographie et il devient employé de banque comme son demi-frère Alberto Eugenio Giovanni. L'avocat Esnard l'engage un mois comme nègre pour écrire le roman-feuilleton Que faire ? dans Le Matin, mais refuse de le payer. Pour se venger, il séduit sa jeune maîtresse.
En juillet 1901, il écrit son premier article pour Tabarin, hebdomadaire satirique dirigé par Ernest Gaillet, puis en septembre 1901 ses premiers poèmes paraissent dans la revue La Grande France sous son nom Wilhelm Kostrowitzky. De mai 1901 au 21 août 1902, il est le précepteur de la fille d'Élinor Hölterhoff, vicomtesse de Milhau, d'origine allemande et veuve d'un comte français. Il tombe amoureux de la gouvernante anglaise de la petite fille, Annie Playden, qui refuse ses avances. C'est alors la période « rhénane » dont ses recueils portent la trace (La Lorelei, Schinderhannes). De retour à Paris en août 1902, il garde le contact avec Annie et se rend auprès d'elle à deux reprises à Londres. Mais en 1905, elle part pour l'Amérique. Le poète célèbre la douleur de l'éconduit dans Annie, La Chanson du mal-aimé, L'Émigrant de Landor Road, Rhénanes.

« La Joconde est retrouvée », Le Petit Parisien, numéro 13559, 13 décembre 1913

Entre 1902 et 1907, il travaille pour divers organismes boursiers et parallèlement publie contes et poèmes dans des revues. Il prend à cette époque pour pseudonyme Apollinaire d'après le prénom de son grand-père maternel, Apollinaris, qui rappelle Apollon, dieu de la poésie. En novembre 1903, il lance un mensuel littéraire dont il est rédacteur en chef, Le Festin d'Ésope, revue des belles lettres dans lequel il publie quelques poèmes ; on y trouve également des textes de ses amis André Salmon, Alfred Jarry, Mécislas Golberg, entre autres et qui s'arrête en août 1904, après neuf livraisons.
En 1907, il rencontre l'artiste peintre Marie Laurencin. Ils entretiendront une relation chaotique et orageuse durant sept ans. À cette même époque, il commence à vivre de sa plume et se lie d'amitié avec Pablo Picasso, Antonio de La Gandara, Jean Metzinger, Paul Gordeaux, André Derain, Edmond-Marie Poullain, Maurice de Vlaminck et le Douanier Rousseau, se fait un nom de poète et de journaliste, de conférencier et de critique d'art à L'Intransigeant. En 1909, L'Enchanteur pourrissant, son œuvre ornée de reproductions de bois gravés d'André Derain est publiée par le marchand d'art Daniel-Henry Kahnweiler. Le 7 septembre 1911, accusé de complicité de vol de La Joconde parce qu'une de ses relations avait dérobé des statuettes au Louvre, il est emprisonné durant une semaine à la prison de la Santé ; cette expérience le marque. Cette année-là, il publie son premier recueil de poèmes, Le Bestiaire ou Cortège d'Orphée, orné des gravures de Raoul Dufy. En février 1912, il lance avec André Billy, René Dalize, André Salmon et André Tudesq, la revue Les Soirées de Paris. En 1913, les éditions du Mercure de France éditent Alcools, somme de son travail poétique depuis 1898.
Le 24 décembre 1913, Guillaume Apollinaire enregistre Le Pont Mirabeau et Le Voyageur aux Archives de la Parole, documents sonores conservés à la Bibliothèque nationale de France et écoutables dans Gallica.

### La guerre

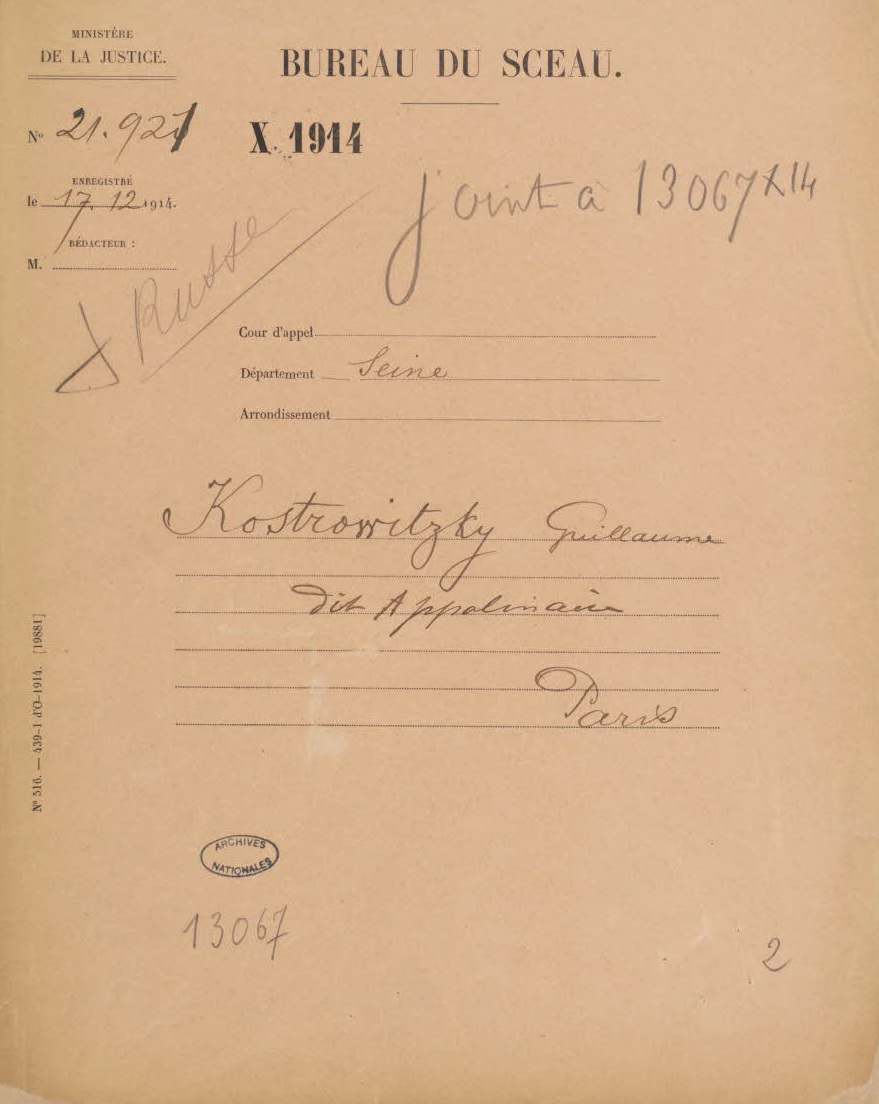
Dossier de naturalisation de Guillaume Kostrowitzky, dit Apollinaire. Archives nationales de France.

En août 1914, il tente de s'engager dans l'armée française, mais le conseil de révision ajourne sa demande car il n'a pas la nationalité française.

#### Lou et Madeleine
Il part pour Nice où sa seconde demande, en décembre 1914, sera acceptée, ce qui lancera sa procédure de naturalisation,. Peu après son arrivée, un ami lui présente Louise de Coligny-Châtillon, lors d'un déjeuner dans un restaurant niçois. Divorcée, elle demeure chez son ex-belle-sœur à la Villa Baratier, dans les environs de Nice, et mène une vie très libre. Guillaume Apollinaire s'éprend aussitôt d'elle, la surnomme Lou et la courtise d'abord en vain. Puis elle lui accorde ses faveurs, les lui retire et quand il est envoyé faire ses classes à Nîmes après l'acceptation de sa demande d'engagement, elle l'y rejoint pendant une semaine, mais ne lui dissimule pas son attachement pour un homme qu'elle surnommait Toutou. Une correspondance naît de leur relation ; au dos des lettres qu'Apollinaire envoyait au début au rythme d'une par jour ou tous les deux jours, puis de plus en plus espacées, se trouvent des poèmes qui furent rassemblés plus tard sous le titre de Ombre de mon amour puis de Poèmes à Lou.

Le 2 août 1914, Guillaume Apollinaire (à gauche) et le dessinateur André Rouveyre, qui après un reportage à Deauville pour la revue Comœdia, viennent de rentrer à Paris à l'annonce de la mobilisation, se rendent dans une boutique Biofix, boulevard Poissonnière, où l’on enregistre de petits films souvenirs sur le principe des photomatons.

Sa déclaration d'amour, dans une lettre datée du 28 septembre 1914, commençait en ces termes : « Vous ayant dit ce matin que je vous aimais, ma voisine d'hier soir, j'éprouve maintenant moins de gêne à vous l'écrire. Je l'avais déjà senti dès ce déjeuner dans le vieux Nice où vos grands et beaux yeux de biche m'avaient tant troublé que je m'en étais allé aussi tôt que possible afin d'éviter le vertige qu'ils me donnaient. »
Mais la jeune femme ne l'aimera jamais comme il l'aurait voulu ; elle refuse de quitter Toutou et à la veille du départ d'Apollinaire pour le front, en mars 1915, ils rompent en se promettant de rester amis. Il part avec le 38e régiment d'artillerie de campagne pour le front de Champagne le 4 avril 1915. Malgré les vicissitudes de l'existence en temps de guerre, il écrit dès qu'il le peut pour garder le moral et rester poète (Case d'Armons), et une abondante correspondance avec Lou, ses nombreux amis, et une jeune fille, Madeleine Pagès, qu'il avait rencontrée dans le train, le 2 janvier 1915, au retour d'un rendez-vous avec Lou. Une fois sur le front, il lui envoie une carte, elle lui répond et ainsi, débute une correspondance vite enflammée qui débouche en août et toujours par correspondance, à une demande en mariage. En novembre 1915, dans le but de devenir officier, Wilhelm de Kostrowitzky est transféré à sa demande dans l'infanterie dont les rangs sont décimés. Il entre au 96e régiment d'infanterie avec le grade de sous-lieutenant puis à Noël, il part pour Oran retrouver sa fiancée pour sa première permission.
Il commence aussi, en juillet 1915, une correspondance avec la poétesse Jeanne Burgues-Brun, qui devient sa marraine de guerre. Ces lettres seront publiées en 1948 par les éditions Pour les fils de roi, puis à partir de 1951 par les éditions Gallimard.

#### Blessure

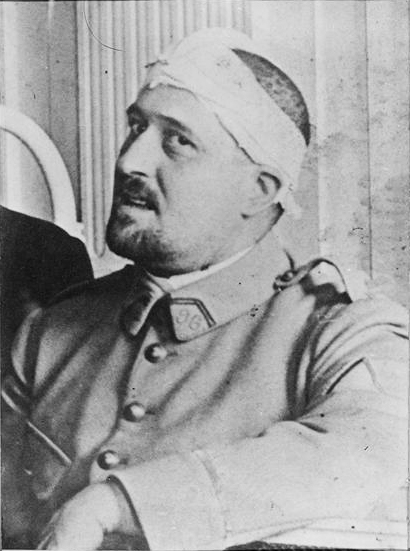
Guillaume Apollinaire en 1916, blessé.

Le 9 mars 1916, il obtient sa naturalisation française mais quelques jours plus tard, le 17 mars 1916, il est blessé à la tempe par un éclat d'obus. Il lisait alors le Mercure de France dans sa tranchée. Évacué à Château-Thierry, il est transféré vers le Val de Grâce, à Paris. Il y est trépané le 10 mai 1916 puis entame une longue convalescence au cours de laquelle il cesse d'écrire à Madeleine. Fin octobre, son recueil de contes, Le Poète Assassiné est publié et la parution est couronnée, le 31 décembre, par un mémorable banquet organisé par ses amis dans l'ancien palais d'Orléans.
Les Surréalistes s'intéressent alors à un tableau de Giorgio De Chirico datant de 1914, Portrait prémonitoire de Guillaume Apollinaire : un profil avec un cercle blanc dessiné sur la tempe gauche comme une cible à l’endroit même où deux ans plus tard Apollinaire sera blessé. Ce dernier y voit lui-même un signe du destin.[réf. nécessaire]

### Dernières années

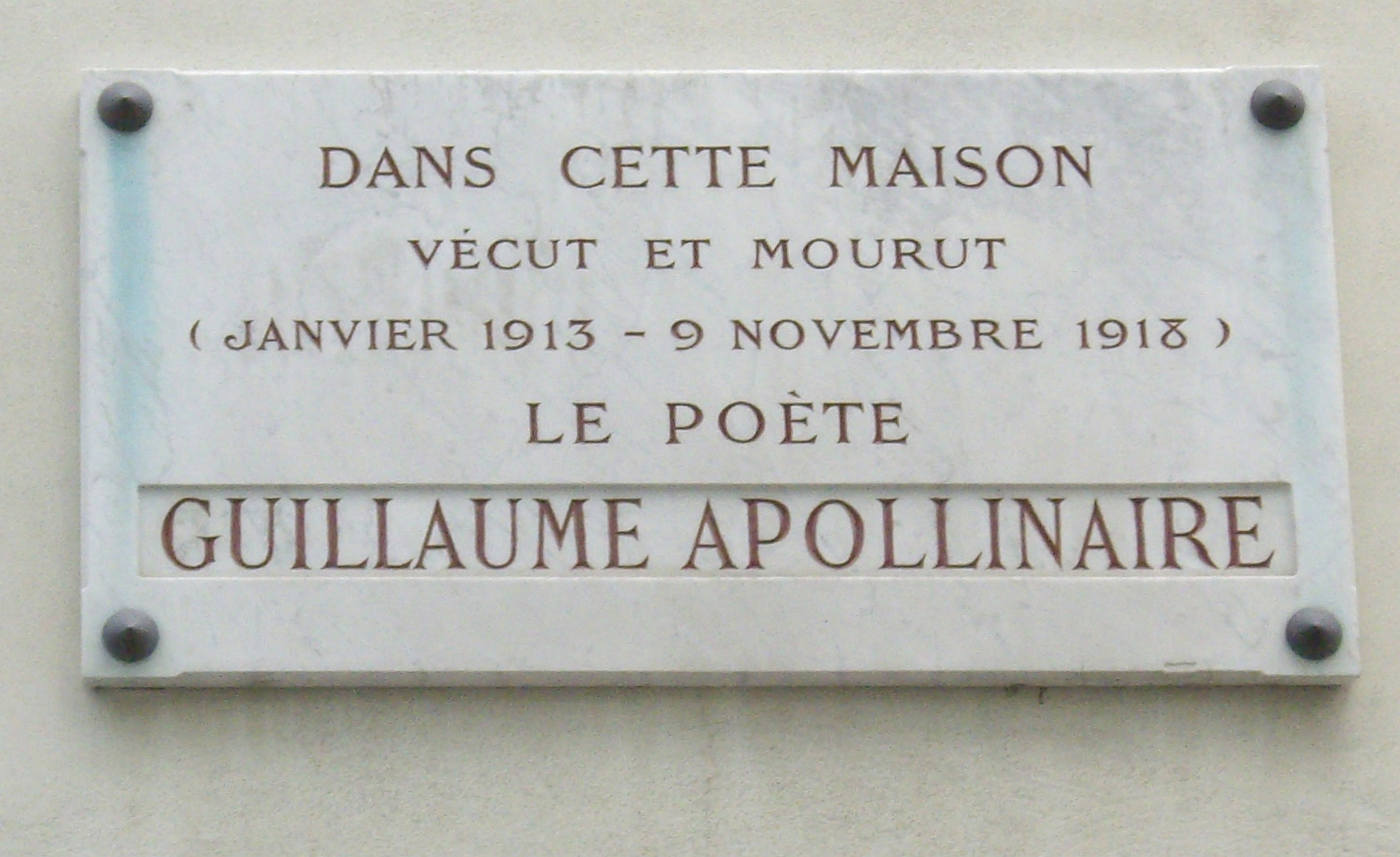
Plaque au no 202 boulevard Saint-Germain (7e arrondissement de Paris), où il meurt.

En mars 1917, il crée le terme de surréalisme qui apparaît dans une de ses lettres à Paul Dermée et dans le programme du ballet Parade qu'il rédigea pour la représentation du 18 mai. Le 11 mai, il est déclaré définitivement inapte à faire campagne aux armées par la commission médicale et reclassé dans un service auxiliaire. Le 19 juin 1917, il est rattaché au ministère de la Guerre qui l'affecte à la Censure. Le 24 juin, il fait jouer sa pièce Les Mamelles de Tirésias (sous-titrée Drame surréaliste en deux actes et un prologue) dans la salle du conservatoire Renée Maubel, aujourd'hui théâtre Montmartre-Galabru. Le 26 novembre, il se dit souffrant et fait prononcer par le comédien Pierre Bertin, sa fameuse conférence L'Esprit Nouveau au théâtre du Vieux Colombier.

En 1918, les Éditions Sic publient sa pièce Les Mamelles de Tirésias. Son poème, La jolie rousse, dédié à sa nouvelle compagne, paraît en mars dans la revue L'Éventail. En avril, le Mercure de France publie son nouveau recueil de poésies, Calligrammes.

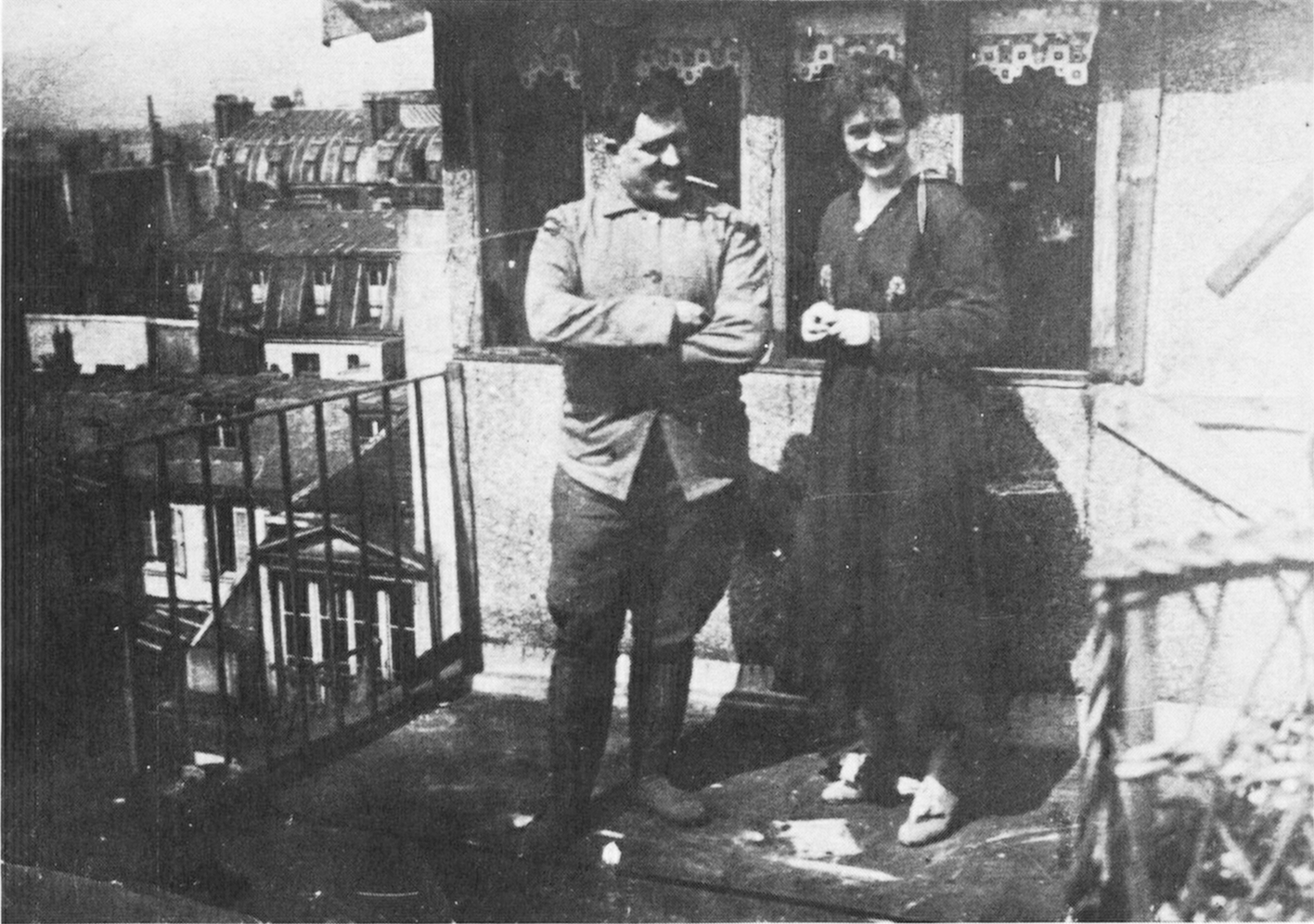
Apollinaire et son épouse Jacqueline, sur la terrasse de leur appartement, au no 202 du boulevard Saint-Germain, en mai ou juin 1918.

Le 2 mai, il épouse Jacqueline Kolb (la « jolie rousse » du poème), à qui l'on doit de nombreuses publications posthumes des œuvres d'Apollinaire. Il a pour témoins Picasso, Gabriële Buffet et le célèbre marchand d'art Ambroise Vollard. Affecté le 21 mai au bureau de presse du ministère des Colonies, il est promu lieutenant le 28 juillet. Après une permission de trois semaines auprès de Jacqueline, à Kervoyal (à Damgan, dans le Morbihan), il retourne à son bureau du ministère et continue parallèlement à travailler à des articles, à un scénario pour le cinéma, et aux répétitions de sa nouvelle pièce, Couleur du temps.
Affaibli par sa blessure, Guillaume Apollinaire meurt le 9 novembre 1918 chez lui, 202 boulevard Saint-Germain, angle de la rue Saint-Guillaume. C'est la grippe espagnole qui l'a emporté en une ultime asphyxie, « grippe intestinale compliquée de congestion pulmonaire » ainsi que l'écrit Paul Léautaud dans son journal du 11 novembre 1918. Alors que ses amis viennent saluer sa dépouille, les Parisiens défilent sous ses fenêtres en criant « À mort Guillaume ! », faisant référence non au poète mais à l'empereur Guillaume II d'Allemagne qui a abdiqué le même jour,. Selon François Sureau, « Picasso se met à pleurer en entendant ces cris pour lui absolument insupportables. » Apollinaire est enterré au cimetière du Père-Lachaise.

### Histoire de son monument funéraire

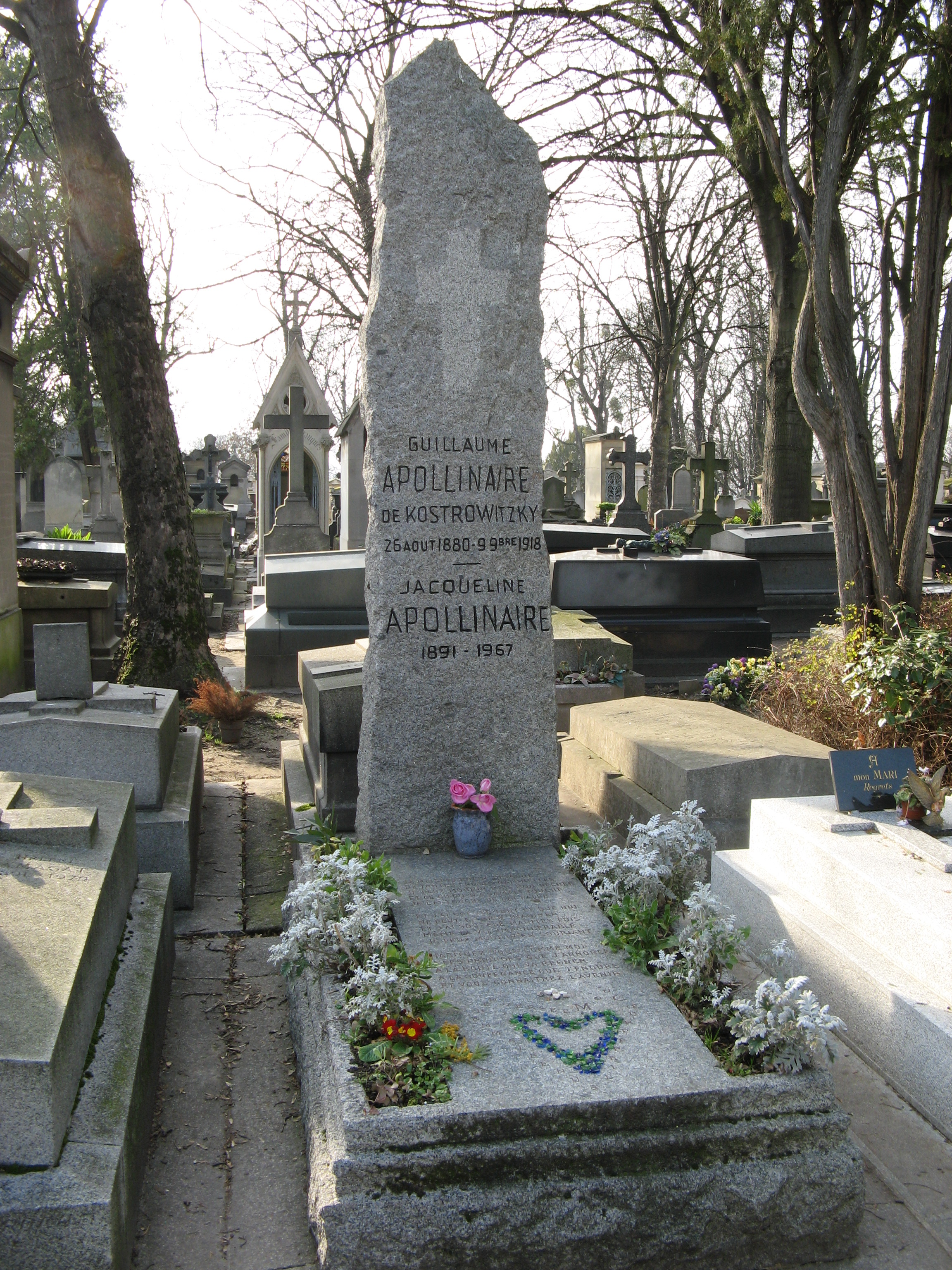
Tombe d'Apollinaire au cimetière du Père Lachaise

En mai 1921, ses compagnons et intimes constituent un comité afin de collecter des fonds pour l'exécution, par Picasso, du monument funéraire de sa tombe. Soixante-cinq artistes offrent des œuvres dont la vente aux enchères à la Galerie Paul Guillaume, les 16 et 18 juin 1924, rapporte 30 450 francs. En 1927 et 1928, Picasso propose deux projets mais aucun n'est retenu. Le premier est jugé obscène par le comité. Pour le second - une construction de tiges en métal - Picasso s'est inspiré du « monument en vide » créé par l'oiseau du Bénin pour Croniamantal dans Le Poète assassiné.
À l'automne 1928, il réalise quatre constructions avec l'aide de son ami Julio Gonzalez, peintre, orfèvre et ferronnier d'art, que le comité refuse ; trois sont conservés au Musée Picasso à Paris, la quatrième appartient à une collection privée.
Finalement c'est l'ami d'Apollinaire, le peintre Serge Férat qui dessine le monument-menhir en granit surmontant la tombe au cimetière du Père-Lachaise, division 86. La tombe porte également une double épitaphe extraite du recueil Calligrammes, trois strophes discontinues de Colline, qui évoquent son projet poétique et sa mort, et un calligramme de tessons verts et blancs en forme de cœur qui se lit « mon cœur pareil à une flamme renversée ».

## Regards sur l'œuvre

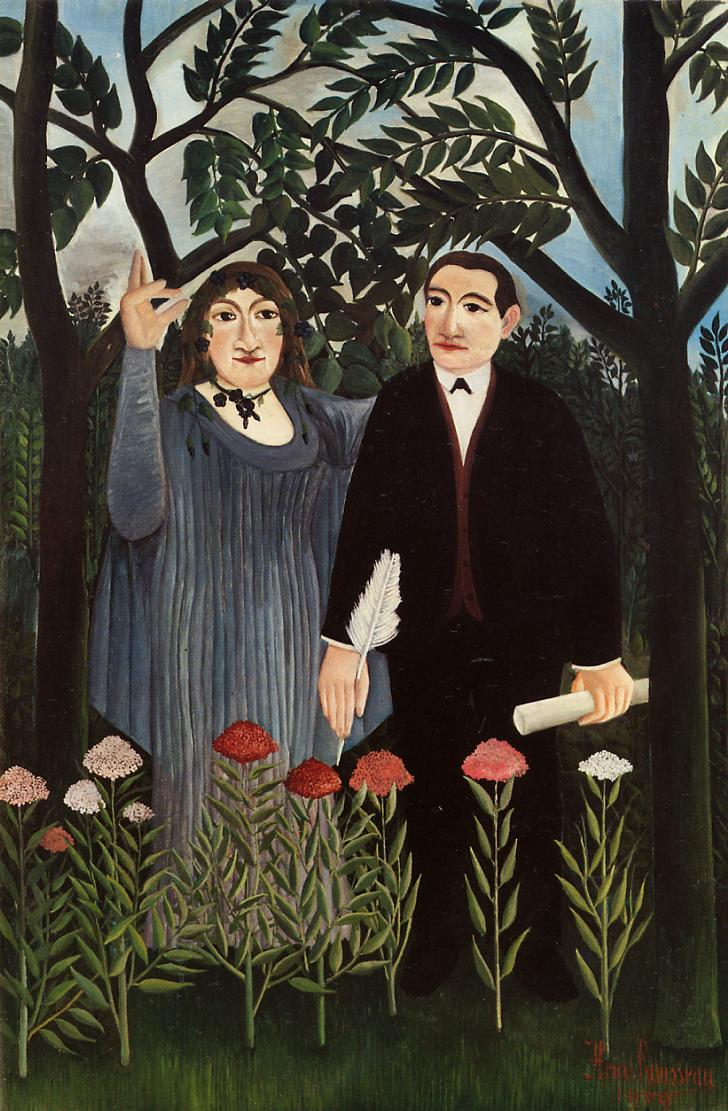
Apollinaire et Marie Laurencin. La Muse inspirant le poète d'Henri Rousseau, (1909). Kunstmuseum (Bâle)

Influencé par la poésie symboliste dans sa jeunesse, admiré de son vivant par les jeunes poètes qui formèrent plus tard le noyau du groupe surréaliste (Breton, Aragon, Soupault - Apollinaire est l'inventeur du terme « surréalisme »), il révéla très tôt une originalité qui l'affranchit de toute influence d'école et qui fit de lui un des précurseurs de la révolution littéraire de la première moitié du XXe siècle.
Son art n’est fondé sur aucune théorie, mais sur un principe simple : l’acte de créer doit venir de l’imagination, de l’intuition, car il doit se rapprocher le plus de la vie, de la nature. Cette dernière est pour lui « une source pure à laquelle on peut boire sans crainte de s’empoisonner » (Œuvres en prose complètes, Gallimard, 1977, p. 49).
Mais l’artiste ne doit pas l’imiter, il doit la faire apparaître selon son propre point de vue. « Je suis partisan acharné d’exclure l’intervention de l’intelligence, c’est-à-dire de la philosophie et de la logique dans les manifestations de l’art. L’art doit avoir pour fondement la sincérité de l’émotion et la spontanéité de l’expression : l’une et l’autre sont en relation directe avec la vie qu’elles s’efforcent de magnifier esthétiquement » dit Apollinaire (entretien avec Perez-Jorba dans La Publicidad). L’œuvre artistique est fausse en ceci qu'elle n'imite pas la nature, mais elle est douée d'une réalité propre, qui fait sa vérité.
Apollinaire se caractérise par un jeu subtil entre modernité et tradition. Il ne s’agit pas pour lui de se tourner vers le passé ou vers le futur, mais de suivre le mouvement du temps. Il utilise pour cela beaucoup le présent, le temps du discours dans ses poèmes notamment dans le recueil Alcools. Il situe ses poèmes soit dans le passé, soit dans le présent mais s'adresse toujours à des hommes d'un autre temps, souvent de l'avenir. D'ailleurs, « On ne peut transporter partout avec soi le cadavre de son père, on l’abandonne en compagnie des autres morts. Et l’on se souvient, on le regrette, on en parle avec admiration. Et si on devient père, il ne faut pas s’attendre à ce qu’un de nos enfants veuille se doubler pour la vie de notre cadavre. Mais nos pieds ne se détachent qu’en vain du sol qui contient les morts » (Méditations esthétiques, Partie I : Sur la peinture).
C’est ainsi que le calligramme substitue la linéarité à la simultanéité et constitue une création poétique visuelle qui unit la singularité du geste d'écriture à la reproductibilité de la page imprimée.
Apollinaire prône un renouvellement formel constant (vers libre, monostiche, création lexicale, syncrétisme mythologique).
Enfin, la poésie et l’art en général sont un moyen pour l’artiste de communiquer son expérience aux autres. C’est ainsi qu’en cherchant à exprimer ce qui lui est particulier, il réussit à accéder à l’universel.
Enfin, Apollinaire rêve de former un mouvement poétique global, sans écoles, celui du début de XXe siècle, période de renouveau pour les arts et l'écriture, avec l'émergence du cubisme dans les années 1900, du futurisme italien en 1909 et du dadaïsme en 1916. Il donnera par ailleurs à la peinture de Robert Delaunay et Sonia Delaunay le terme d'orphisme, toujours référence dans l'histoire de l'art. Apollinaire entretient des liens d'amitié avec nombre d'artistes et les soutient dans leur parcours artistique (voir la conférence « La phalange nouvelle »), tels les peintres Pablo Picasso, Georges Braque, Henri Matisse et Henri Rousseau.
Son poème Zone a influencé le poète italien contemporain Carlo Bordini et le courant dit de « poésie narrative ».
Derrière l’œuvre du poète, on oublie souvent l’œuvre de conteur, en prose, avec des récits tels que Le Poète assassiné ou La Femme assise, qui montrent son éclectisme et sa volonté de donner un genre nouveau à la prose, en opposition au réalisme et au naturalisme en vogue à son époque. À sa mort, on a retrouvé de nombreuses esquisses de romans ou de contes, qu'il n'a jamais eu le temps de traiter jusqu'au bout.

## Œuvres

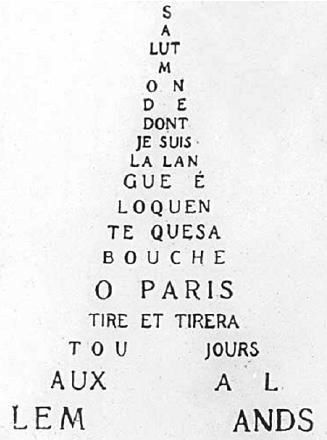
Calligramme

### Poésie
- Le Bestiaire ou Cortège d'Orphée, illustré de gravures par Raoul Dufy, Deplanche, 1911. Réédité dans son format original par les éditions Prairial, 2017. Cet ouvrage a également été illustré de lithographies en couleurs par Jean Picart Le Doux[33].
- Alcools, recueil de poèmes composés entre 1898 et 1913, Mercure de France, 1913.
- Vitam impendere amori, illustré par André Rouveyre, Mercure de France, 1917.
- Calligrammes, poèmes de la paix et de la guerre 1913-1916, Mercure de France, 1918.
- Il y a..., recueil posthume, Albert Messein, 1925.
- Ombre de mon amour, poèmes adressés à Louise de Coligny-Châtillon, Cailler, 1947.
- Poèmes secrets à Madeleine, édition pirate, 1949.
- Le Guetteur mélancolique, recueil posthume de poèmes inédits, Gallimard, 1952.
- Poèmes à Lou, Cailler, recueils de poèmes pour Louise de Coligny-Châtillon, 1955[23].
- Soldes, poèmes inédits, Fata Morgana, 1985
- Et moi aussi je suis peintre, album d'idéogrammes lyriques coloriés, resté à l'état d'épreuve. Les idéogrammes seront insérés dans le recueil Calligrammes, Le temps qu'il fait, 2006.
- Poèmes en guerre, édition établie et préfacée par Claude Debon, Paris, Les Presses du Réel, 2018. (L'ensemble des poèmes écrits par Apollinaire entre 1914 et 1918, réunis pour la première fois, méticuleusement retranscrits d'après les « manuprimes », eux-mêmes reproduits en annexe.)
- Calligrammaire, les calligrammes de Guillaume Apollinaire / Kalligrammatika, Guillaume Apollinaire kalligrammái, bilingue français-hongrois, Napkút–Vexact, 2025.

### Romans et contes
Une grande partie des textes suivants sont à caractère érotique. Cette partie de son œuvre est indissociable de son travail mené avec Fernand Fleuret et Louis Perceau, et du libraire parisien Gustave Lehec qu'Apollinaire fréquentait :
- Mirely ou le Petit Trou pas cher, roman érotique écrit sous pseudonyme pour un libraire de la rue Saint-Roch à Paris, 1900 (ouvrage perdu).
- Que faire ?, roman-feuilleton paru dans le journal Le Matin, signé Esnard, auquel G.A. sert de nègre.
- Les Onze Mille Verges ou les Amours d'un hospodar[Note 9], roman érotique publié sous couverture muette, 1907.
- L'Enchanteur pourrissant, illustré de gravures d'André Derain, Kahnweiler, 1909.
- L'Hérésiarque et Cie, contes, Stock, 1910.
- Les Exploits d'un jeune Don Juan, roman érotique, publié sous couverture muette, 1911, puis en tirage limité enrichi de 12 lithographies de Gaston-Louis Roux aux éditions La Couronne des amours en 1926. Le roman a été adapté au cinéma en 1987 par Gianfranco Mingozzi sous le même titre. Il s'agirait cependant d'une traduction d'un texte allemand paru en 1900 sous le titre de Lubricités enfantines[34].
- La Rome des Borgia, qui est en fait de la main de René Dalize, Bibliothèque des Curieux, 1913.
- La Fin de Babylone - L'Histoire romanesque 1/3, Bibliothèque des Curieux, 1914.
- Les Trois Don Juan - L'Histoire romanesque 2/3, Bibliothèque de Curieux, 1915.
- Le Poète assassiné, contes, L'Édition, Bibliothèque de Curieux, 1916.
- La Femme assise, inachevé, édition posthume, Gallimard, 1920. Version digitale chez Gallica[35]
- Les Épingles, contes, 1928.

### Ouvrages critiques et chroniques
- La Phalange nouvelle, conférence, 1909.
- L'Œuvre du Marquis de Sade, pages choisies, introduction, essai bibliographique et notes, Paris, Bibliothèque des Curieux, 1909, première anthologie publiée en France sur le marquis de Sade.
- Les Poèmes de l'année, conférence, 1909.
- Les Poètes d'aujourd'hui, conférence, 1909.
- Le Théâtre italien, encyclopédie littéraire illustrée, 1910
- Pages d'histoire, chronique des grands siècles de France, chronique historique, 1912
- La Peinture moderne, 1913.
- Les Peintres cubistes. Méditations esthétiques, Eugène Figuière & Cie, Éditeurs, 1913, Collection « Tous les Arts » ; réédition Hermann, 1965  (ISBN 978-2-7056-5916-5)
- L'Antitradition futuriste, manifeste synthèse, 1913.
- L'Enfer de la Bibliothèque nationale avec Fernand Fleuret et Louis Perceau, Mercure de France, Paris, 1913 (2e édit. en 1919).
- Le Flâneur des deux rives, chroniques, Éditions de la Sirène, 1918.
- L'Œuvre poétique de Charles Baudelaire, introduction et notes à l'édition des Maîtres de l'amour, Collection des Classiques Galants, Paris, 1924.
- Anecdotiques, notes de 1911 à 1918, édité post mortem chez Stock en 1926
- Les Diables amoureux, recueil des travaux pour les Maîtres de l'Amour et le Coffret du bibliophile, Gallimard, 1964.

Références : 
- Œuvres complètes de Guillaume Apollinaire, Andre Balland et Jacques Lecat, 4 vol, 1965-1966, éditions établies par Michel Décuadin[36]
- Œuvres en prose complètes. Tomes II et III, Gallimard, Bibliothèque de la Pléiade, 1991 et 1993.
- Petites merveilles du quotidien, textes retrouvés, Fata Morgana, 1979.
- Petites flâneries d'art, textes retrouvés, Fata Morgana, 1980.

### Théâtre et cinéma
- Les Mamelles de Tirésias, drame surréaliste en deux actes et un prologue, 1917.
- La Bréhatine, scénario de cinéma écrit en collaboration avec André Billy, 1917[37].
- Couleur du temps, 1918, réédition 1949.
- Casanova, Comédie parodique (préf. Robert Mallet), Paris, Gallimard, 1952, 122 p. (OCLC 5524823)

### Correspondance
- Lettres à sa marraine 1915–1918, 1948.
- Tendre comme le souvenir, lettres à Madeleine Pagès, 1952.
- Lettres à Lou, édition de Michel Décaudin, Gallimard, 1969.
- Guillaume Apollinaire : correspondance avec son frère et sa mère, présentée par Gilbert Boudar et Michel Décaudin, Paris, Libraire José Corti, 1987.
- Lettres à Madeleine. Tendre comme le souvenir, édition revue et augmentée par Laurence Campa, Gallimard, 2005.
- Correspondance avec les artistes, Gallimard, 2009.
- Correspondance générale, éditée par Victor Martin-Schmets. 5 volumes, Honoré Champion, 2015.

### Journal et dessins
- Journal intime (1898-1918), édition de Michel Décaudin, fac-similé d'un cahier inédit d'Apollinaire, Paris, Limon, 1991, 161 p.
- Les dessins de Guillaume Apollinaire, choix et présentation de Claude Debon et Peter Read, Paris, Buchet/Chastel, coll. « Les Cahiers dessinés », 2008, 160 p.
- Un album de jeunesse, suivi d'« Un album de jeunesse signé W. de K. ou Les premiers pas de Guillaume Apollinaire » par Pierre Caizergues, Paris, Gallimard, coll. « Blanche », 2015, 80 p.

### Traductions

#### Pierre l'Arétin
- L’oeuvre du Divin Arétin — Partie 1 : Les Ragionamenti : La Vie des Nonnes — La Vie des Femmes mariées — La Vie des Courtisanes — Sonnets luxurieux de Pierre l’Arétin, traduction de Guillaume Apollinaire, 1909-1910[38],[39]
- L’oeuvre du Divin Arétin — Partie 2 : Les Ragionamenti : L'éducation de la Pippa — Les roueries des hommes — La Ruffianerie de Pierre l’Arétin, traduction de Guillaume Apollinaire, 1909-1910[38]

## Postérité
En 1941, un prix Guillaume-Apollinaire fut créé par Henri de Lescoët et était à l’origine destiné à permettre à des poètes de partir en vacances. En 1951, la partie occidentale de la rue de l’Abbaye dans le 6e arrondissement de Paris est rebaptisée en hommage rue Guillaume-Apollinaire.
Un timbre postal, d'une valeur de 0,50 + 0,15 franc a été émis le 22 mai 1961 à l’effigie de Guillaume Apollinaire. L'oblitération « Premier jour » eut lieu à Paris le 20 mai.
En 1999, Rahmi Akdas publie une traduction en turc des Onze mille verges, sous le titre On Bir Bin Kirbaç. Il a été condamné à une forte amende « pour publication obscène ou immorale, de nature à exciter et à exploiter le désir sexuel de la population » et l'ouvrage a été saisi et détruit.
Son nom est cité sur les plaques commémoratives du Panthéon de Paris dans la liste des écrivains morts sous les drapeaux pendant la Première Guerre mondiale.
La Bibliothèque historique de la ville de Paris possède la bibliothèque personnelle de Guillaume Apollinaire, acquise par la ville en 1990, qui regroupe environ 5 000 ouvrages d'une très grande variété. Le don de Pierre-Marcel Adéma, premier biographe véritable d'Apollinaire ainsi que celui de Michel Décaudin, spécialiste de l'écrivain, qui offrit sa bibliothèque de travail, ont permis d'agrandir le fonds Guillaume Apollinaire.
Ce n'est que le 29 septembre 2013 que l’œuvre de Guillaume Apollinaire est entrée dans le domaine public en France, soit après 94 ans et 272 jours,.
En 2016, le musée de l'Orangerie, à Paris, consacre une exposition à son rapport au monde de l'art sous le titre Apollinaire, le regard du poète.
La vente d'une centaine de souvenirs dont plusieurs sculptures africaines, provenant de son ancien appartement du 202, boulevard Saint-Germain à Paris, a eu lieu à Corbeil le 24 juin 2017.
Le 1er octobre 2018, pour célébrer le centenaire de la mort d'Apollinaire, la revue Adieu publie, dans un silence médiatique total (y compris des thuriféraires du poète), un poème totalement inédit d'Apollinaire titré pour l'occasion « Une sentinelle passe »,.

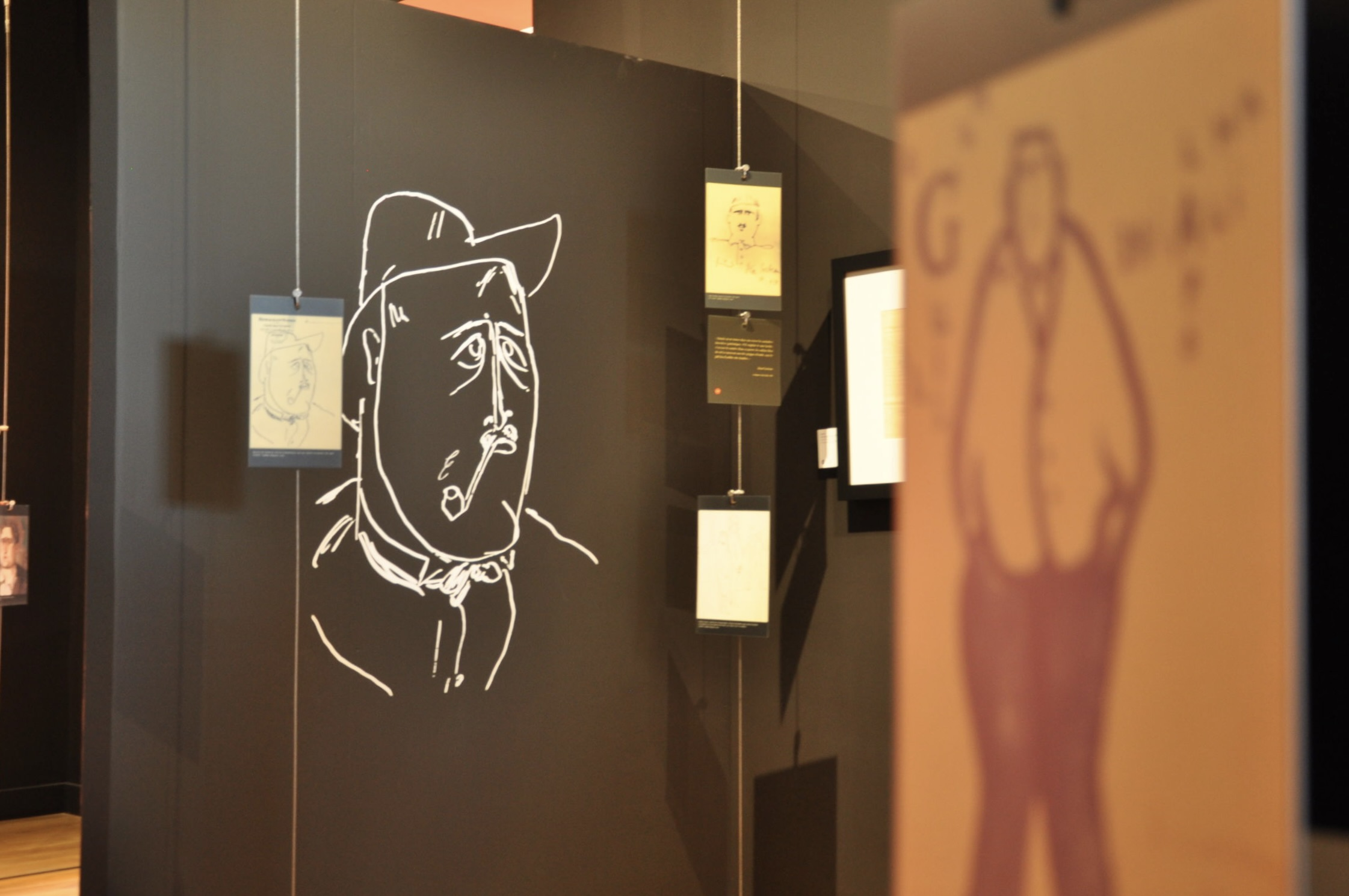
Cliché du Musée Guillaume Apollinaire à l'abbaye de Stavelot en février 2019.

Un musée situé à l'abbaye de Stavelot est consacré au poète et, plus particulièrement, à son épisode wallon, ayant sensiblement influencé son œuvre durant les trois mois de l'été 1899. Il s'agit du seul musée au monde dédié à Apollinaire.
En mars 2022, « Espaces, Tourisme & Culture », l'ASBL gestionnaire de l'abbaye de Stavelot et de son site faisait l'acquisition d'un carnet de poésie ayant appartenu à Marguerite Constant. Il contient notamment deux poèmes acrostiches rédigés par Apollinaire lors de son séjour à Stavelot en 1899, ayant pour thème les promesses d'amour. Apollinaire laissa ces poèmes comme cadeau d'épousailles aux jeunes fiancés Antoine Choque et Marguerite Constant, fille de la pension où le poète et son frère, désargentés, séjournèrent avant de la quitter sans régler leur note en octobre 1899.
Le manque à gagner dû au non-paiement de l'hébergement des frères Kostrowitzky força les jeunes fiancés à repousser leur mariage de quelques mois. Il aura lieu le 29 août 1900.
Plusieurs rues (à Paris et à Lille), établissements scolaires et culturels ont été nommés en hommage à Guillaume Apollinaire. En mars 2023, les élèves de l'Institut national du service public lui rendent hommage en adoptant « Guillaume Apollinaire » comme nom de promotion 2022-2023.

## Hommages
En 2018, deux lycées portent son nom en France (à Nice et à Créteil), ainsi de que d'autres établissements scolaires (collèges, écoles maternelles et primaires).

## Adaptations de ses œuvres

### Au cinéma
- Les Onze Mille Verges, film français de Éric Lipmann, 1975.
- Les Exploits d'un jeune Don Juan (L'Iniziazione), adaptation cinématographique de Gianfranco Mingozzi, production franco-italienne, 1987.

### En albums illustrés
- Le Apollinaire, textes de Apollinaire, illustré par Aurélia Grandin, Mango, collection Dada, 2000  (ISBN 978-2740410455)
- Les Onze Mille Verges, roman illustré par Tanino Liberatore, Drugstore, 2011  (ISBN 978-2723480635)
- Il y a, poème illustré par Laurent Corvaisier, Paris, éditions Rue du monde, 2013  (ISBN 978-2355042768)

### En musique
Ses poèmes ont été mis en musique par de nombreux compositeurs classiques, dont Francis Poulenc (Banalités 1940, Montparnasse 1945...), Claude Balif (Le cortège d'Orphée op. 1b, pour soprano lyrique (ou baryton) & piano,1945-1948) ou Dimitri Chostakovitch (symphonie no 14 op. 135, 1969). Dans son œuvre de jeunesse Il pleut (1986), Kaija Saariaho a mis en musique le poème du même nom pour voix de soprano – le mouvement visuel du calligramme étant rendu par une gamme descendante interprétée par le piano qui accompagne le chant.
Antoine Tomé a mis cinq de ses poèmes en musique dans son album Antoine Tomé chante Ronsard & Apollinaire. Guillaume, a été mis en musique par Desireless et Operation of the sun avec la sortie de l'album en 2015 et la création du spectacle en 2016. Le compositeur belge Raymond Micha (1910-2006) a mis en musique les poèmes Fagnes de Wallonie, Marèye et l'Adieu.
Ses poèmes ont également été mis en chansons par Robert Caby et Léo Ferré, et interprétés par Kiki de Montparnasse (La boucle retrouvée), Yves Montand (Les Saltimbanques), Juliette Gréco (Les cloches), Hélène Martin (Le pont Mirabeau), Jean Ferrat (Si je mourais là-bas) .

## Armoiries
Apollinaire a développé une riche mythologie autour de ses ancêtres, non sans avoir été induit en erreur par son ami Louis Marcoussis sur le blason familial. Le poète écrivait pendant la guerre : « Mon totem est un serpent. Nos vieilles familles polonaises ont un totem dont elles portent le nom. Il ne faut pas confondre le nom du clan et le nom de famille. Le nom de notre clan est Waz (a barré), qui se prononce Wansch et signifie serpent ».

En 1954, dans une contribution au premier numéro de la revue Le flâneur des deux rives, une cousine d'Apollinaire explique la légende autour du blason familial : 

« La famille Kostrowicki tire son origine et son nom du hameau de Kostrowicze situé à vingt kilomètres de Slonim et à cent vingt kilomètres de Grodno. Selon la tradition orale, elle fut anoblie au temps du roi Jagellon. Son blason « Baybousa » appelé aussi  « La Flèche », représentait une flèche entourée d'un serpent à la tête tournée vers le bas avec trois champignons au-dessous. D'après la vieille légende, notre aïeul tua d'une flèche le serpent qui allait mordre un prince lithuanien. Celui-ci, en récompense de sa vie sauve, attribua ce blason à notre ancêtre qui s'appelait alors Hrybun-Bakunowicz (Hrybun veut dire « champignon » en blanc russien). »

 Une gouache de ce blason est reproduite dans l’Album Apollinaire de La Pléiade paru en 1971.

## Dans les arts et la culture populaire

### Filmographie

#### Cinéma
- 1987 : Waiting for the Moon de Jill Godmilow, joué par Jacques Boudet.